# 613 г. пр.н.е.

## Събития

### В Азия

#### В Асирия
- Цар на Асирия е Синшаришкун (627 – 612 или 623 – 612 г. пр.н.е.).
- Въпреки загубите си от предната година, асирийците отново преминават в настъпление на юг с подкрепата на скитските им съюзници, които подсигуряват източния им фланг атакувайки мидийците.[1]

#### Във Вавилония
- Набополасар (626 – 605 г. пр.н.е.) е цар на Вавилония.[2]
- Халдейския цар е принуден да изостави Анат, който се намира на средното течение на река Ефрат, след като Синшаришкун пристига с войската си.[1]

#### В Мидия
- Киаксар (625 – 585 г. пр.н.е.) е цар на Мидия.[3]

### В Африка

#### В Египет
- Псаметих (664 – 610 г. пр.н.е.) е фараон на Египет.[4][5]